# Jeroom Snelders
Jeroom Sebastiaan Snelders (Borgerhout, 22 april 1977) is een Belgisch cartoonist,  columnist en televisiepresentator. Zijn werk kenmerkt zich door absurde humor en surrealistische situaties.

## Leven en werk
Snelders is een zoon van Gallipoli-kenner Jul Snelders. Hij studeerde grafische vormgeving aan Sint-Lucas Gent van 1996 tot 1999, maar veranderde van richting en werd daarop illustrator en tekenaar. Ever Meulen was een van zijn leraren.
Snelders publiceert sinds januari 1998 in het tijdschrift Humo. Daarnaast werkt(e) hij in het buitenland voor NRC Handelsblad, Mojo concerts, Kreuzer en Strapazin. In 2002 won hij de Belgium Press Cartoon. Snelders' bekendste cartoonfiguren zijn onder meer Tettenman, Reetman, Jos, het debiele ei, Ridder Bauknecht en Daan en Seppe. Hij staat bekend om de zwarte humor die zijn cartoons bevatten.
Daarnaast maakt hij in samenwerking met Jonas Geirnaert, Hugo Matthysen, Guy Mortier en Bert Delapierre ook de collagecartoons in de satirische rubriek "Het Gat van de Wereld" in Humo. Hij illustreerde ook cd-covers voor muziekcompilaties van het blad, evenals de cover van een compilatie van Het Leugenpaleis. Hij ontwierp het artwork van CPeX en de hoes van de compilatie-cd Nieuwjaar is een tijd... voor Music For Life in 2011. In 2015 werkte hij mee aan de Amerikaanse animatiereeks Trip Tank voor Comedy Central.
Vanaf seizoen 13 in 2015 is Snelders vast jurylid in het tv-programma De Slimste Mens ter Wereld.
In Nederland was hij de 'roastmaster' in The Roast of Johnny de Mol en teamleider in het quizprogramma Praat Nederlands met me in 2018.
Snelders schreef mee aan de komische reeks Geub over het fictieve leven van komiek Philippe Geubels, een reeks die in het najaar van 2019 op Eén werd uitgezonden.
Sinds het najaar van 2020 presenteert hij drie seizoenen van Bake Off Junior op Play4, een kinderversie van Bake Off Vlaanderen.
In het najaar van 2022 nam hij deel aan De Allerslimste Mens ter Wereld waar hij in de eerste aflevering deelnam. Hij viel meteen af, maar keerde later in het seizoen wel terug als jurylid.
Samen met Philippe Geubels presenteerde hij in 2023 de Nederlandse versie van LOL: Last One Laughing. In maart dat jaar verscheen de reeks Boris op Streamz en Play4, waarin Jeroom afscheid nam van zijn broer. Samen met de urn van zijn broer, Jonas Geirnaert en Bockie De Repper ging Jeroom op roadtrip door Canada. De reeks is opgedragen aan Louki, de moeder van Jeroom en Boris. In december 2023 won Boris de Ha! van Humo als beste televisieprogramma van 2023. In januari van 2024 won Boris ook de Kastaar voor 'beste nieuwkomer' van 2023. In 2024 deed Snelders mee aan het Nederlandse RTL 4-programma De Pappenheimers. In 2024 was hij te zien als gastspeurder in de 5de aflevering van The Masked Singer. Hij presenteerde in 2024 en 2025  Kamp Jeroom op Play4. Dat programma krijgt in 2025 een Nederlandse versie onder de titel Los het op!.
Snelders was een van de bemanningsleden in het derde seizoen van Over de oceaan. 
In 2024 startte hij het kledinglabel Maison Forgettable. 

## Persoonlijk
Snelders is de partner van voormalig atlete Élodie Ouédraogo. Samen hebben ze een zoon Remus.

## Uitgaven
- Knuffelbos (Manteau)
- In het Hol van de Reet (Van Halewijk - Grint)
- Rudy, het Boek (Van Halewijk - Grint)
- Beerschot (Van Halewijk - Grint)
- Hammertime (Uitgeverij Vrijdag - De Harmonie)
- Ridder Bauknecht - Te Lui Voor 3D (Borgerhoff & Lamberigts)